# 盛岡貯蓄銀行
盛岡貯蓄銀行（もりおかちょちくぎんこう）大正期に岩手県盛岡で設立された銀行。

## 概要
1921年（大正10年）に貯蓄銀行法が発布され、普通銀行において貯蓄業務ができなくなり、貯蓄業務を専らとする銀行は特殊銀行として単独に営業することとなった。

同年12月に盛岡貯蓄銀行は盛岡、岩手、第九十、水沢貯蓄、黒沢尻の各銀行からそれぞれ貯金額の譲渡を受け、創業時の資本金は100万円 で設立された。

## 沿革
- 1921年（大正10年）11月21日：岩手県盛岡市に設立
- 1935年（昭和10年）1月10日：岩手貯蓄銀行と改称
- 1943年（昭和18年）8月2日：岩手殖産銀行に買収

## 関連事項
- 岩手銀行